# لیسه (جانور)
لیسه یا لیسک (به انگلیسی: Slug) گونه‌ای از شاخۀ نرم‌تن و ردۀ شکم‌پایان است.
لیسه‌ها درواقع نوعی حلزون هستند که بدون صدف یا دارای یک صدف تقلیل یافته هستند و به نام راب هم شناخته می‌شوند. این جانوران تقریباً تمام فعالیت خود را در شب انجام می‌دهند و با طلوع آفتاب به پناهگاه‌های خود بازمی‌گردند و به‌ندرت در طول روز دیده می‌شوند.
لیسه‌ها در شب بیشتر فعال هستند زیرا به گرما و نور حساس هستند و در طول روز از این عوامل محیطی دوری می‌کنند. رفتار لیسه‌ها تحت تأثیر سطوح رطوبت هم هست و زمانی که هوا و خاک مرطوب هستند، فعال‌تر هستند، که احتمال وقوع آن در شب بیشتر است. علاوه بر این، لیسه‌ها گیاهخوار هستند و از برگ‌ها و سایر مواد گیاهی تغذیه می‌کنند، بنابراین زمانی که هوا خنک‌تر و خشک‌تر است، به احتمال زیاد برای تغذیه بیرون می‌روند. این شرایط خطر کم‌آبی را کاهش می‌دهد و به لیسه کمک می‌کند تا انرژی خود را حفظ کنند و از آن برای جستجوی غذا استفاده کنند. به علاوه در طول شب تعداد شکارچیان کمتری هم هستند که می‌توانند آنها را تهدید کنند.
لیسه‌ها ممکن است تا ۱۵ سال عمر کنند. رطوبت برای این جانوران از اهمیت زیادی برخوردار است، از این رو در شرایط کمبود رطوبت در محل‌های مرطوب در سایه که جریان هوا نیز کم باشد پنهان می‌شوند تا بتوانند رطوبت بدن خود را حفظ کنند و ممکن است برای مدت طولانی به خواب بروند

## کاراندام‌شناسی لیسه‌ها
بیشتر بدن لیسه‌ها را آب تشکیل می‌دهد و از آنجاکه دارای پوشش سراسری در تمام نقاط بدن خود نیستند به‌راحتی آب بدن خود را از دست می‌دهند و با تولید دو نوع مخاط (۱- آبکی و نازک ۲- ضخیم و چسبناک) از بدن خود محافظت می‌کنند همچنین پاهای لیسه مخاطی ترشح می‌کنند که به لیسه در چسبیدن به سطوح با شیب‌های بالا کمک می‌کنند.

## ریخت‌شناسی لیسه‌ها
لیسه‌ها در قسمت سر دارای ۲ جفت شاخک هستند، یک جفت از شاخک‌ها بلندتر و به نور حساس‌اند و چشم‌های لیسه در انتهای آن‌ها قرار دارند. شاخک‌های کوتاه‌تر مسئول بویایی هستند. این شاخک‌ها توانایی جمع شدن را دارند و درصورتی‌که از بین بروند دوباره رشد خواهند کرد. در زیر شاخک‌ها، دهان قرار دارد که دارای اندام جونده است، البته یک بخش برآمده و شاخ مانند برای سائیدن و تراشیدن غذا نیز کارایی دهان را تقویت می‌کند. در سمت راست بدن لیسه‌ها اندام برای تنفس قرار دارد که در هنگام تنفس قابل مشاهده است.
لیسه‌ها دوجنسه هستند و هم‌زمان اندام جنسی نر و ماده را دارند، البته خودبارور نیستند و در هنگام جفت‌گیری (بین مرداد تا مهرماه) هر یک از دو لیسه دیگری را بارور می‌کند و پس از ۳۰ تا ۴۰ روز هر دو تخم‌گذاری می‌کنند و تخم‌ها پس از ۲ تا ۴ هفته تفریخ می‌شوند البته درصورتی‌که رطوبت مناسب نباشد ممکن است تا مدت‌های طولانی تخم‌ها بدون تغییر (در حالت رکود) به بقاء خود ادامه دهند تا با افزایش رطوبت بتوانند باز شوند.
اگر تخم‌ها دیر (آبان ماه) گذاشته شوند، تمام طول زمستان را به همان حالت سپری خواهند کرد. لیسه‌ها در هر بار تخم‌ریزی حدود ۲۰ تا ۱۰۰ تخم در سطوح مرطوب خاک و شکاف‌های خاک و… به‌صورت دسته‌ای پنهان می‌کنند و آن‌ها را با ماده‌ای چسبناک به هم می‌چسبانند البته تمام تخم‌ها به ثمر نمی‌نشینند و تعداد زیادی از آن‌ها به خاطر کمبود رطوبت از بین می‌روند.
تخم‌ها مدور و به رنگ سفید یا شفاف هستند و با افزایش دما به حدود ۵ درجه سانتی‌گراد تفریخ می‌شوند و به محض خروج از پناهگاه‌ها خارج می‌شوند و به برگ‌های نزدیک خاک حمله می‌کنند. به‌طور معمول زندگی لیسه‌ها در حدود ۶ تا ۱۸ ماه طول می‌کشد و در طول این مدت اگر شرایط مناسب باشد می‌توانند تعداد خود را به‌شدت افزایش دهند.